# Aleksandr Melikián
Aleksander Pavlovich Melikyan (translitera al cirílico Александр Павлович Меликян ( 1935 - 2008) fue un botánico, y explorador ruso. Perteneció como investigador a la "Facultad de Geología", de la Universidad Estatal de Moscú.

## Algunas publicaciones
- aleksander pavlovich Melikyan. 1965. Development of the seed coat (spermoderm) in Brasenia schreberi J.F.Gmel. and Nymphaea capensis Thunb. (Histogenèse der Testa bei Brasenia schreberi Gmel. und Nymphaea capensis Thunb.) Vestn. Leningrad. Univ. N.º. 9

- La abreviatura «Melikyan» se emplea para indicar a Aleksandr Melikián como autoridad en la descripción y clasificación científica de los vegetales.[2]